# 동래고등학교
동래고등학교(東萊高等學校)는 대한민국 부산광역시 동래구 칠산동에 있는 공립 고등학교이다.

## 학교 연혁
- 1898년 9월 1일 : 공립 동래부학교 설립(설립자 신명록)
- 1904년 3월 1일 : 개양학교
- 1906년 3월 1일 : 삼락학교
- 1907년 11월 5일 : 동명학교로 개칭
- 1916년 10월 5일 : 사립 동래고등보통학교로 개칭
- 1922년 4월 24일 : 관립 동래고등보통학교로 개칭
- 1923년 4월 2일 : 현 교지로 이전
- 1924년 3월 10일 : 제1회 졸업(20명)
- 1925년 4월 1일 : 동래 공립 고등보통학교로 개칭
- 1938년 4월 1일 : 동래 공립 중학교로 개칭
- 1950년 9월 25일 : 동래 역전 가교사 준공 이전
- 1951년 9월 1일 : 중.고등학교 분리, 동래고등학교로 개편
- 1968년 7월 1일 : 본교 신축공사 완성
- 2007년 2월 20일 : 인조잔디운동장 개장식
- 2008년 9월 19일 : 기숙사(우정학사) 준공
- 2012년 2월 27일 : 과목중점형 교과교실(영어, 수학) 준공
- 2013년 1월 16일 : 제2기숙사(망월학사) 개관식 및 동래고 축구 100년사 헌정
- 2021년 3월 1일 : 제31대(광복 후 23대) 신창훈 교장 취임
- 2024년 1월 9일 : 제100회 졸업식(208명) [졸업생 누계 37,498명]
- 2024년 3월 4일 : 2024학년도 제103회 입학식(입학생 228명)

## 참고 자료
- 동래고등학교 - 한국교육학술정보원 학교알리미